# Maudit !
Pour plus de détails, voir Fiche technique et Distribution.
Maudit ! est le troisième long métrage du réalisateur français Emmanuel Parraud, sorti en 2021. Il a été tourné à La Réunion. Les dialogues sont en créole réunionnais.

## Synopsis
Dans les Hauts de l'île. Après une soirée arrosée entre deux amis réunionnais, l'un d'entre eux, Marcellin, disparaît. Alix part à sa recherche. L'aurait-t-il tué ? Des âmes errantes, incarnations possibles d'esclaves marrons, l'accompagnent dans cette quête schizophrénique.

## Fiche technique
- Réalisation : Emmanuel Parraud
- Scénario : Emmanuel Parraud
- Montage : Grégoire Pontécaille
- Son : Julien Gebrael, Ulrich Grandjean
- Musique : Nikolas Javelle
- Montage son : Tristan Pontécaille
- Production : Emmanuel Parraud, Cédric Walter, Olivier Marboeuf
- Société de production : Spectre Productions, À Vif Cinémas
- Pays d'origine :  France
- Langue originale : créole réunionnais, sous-titrage en français
- Format : couleur
- Genre : drame, fantastique, épouvante
- Durée : 117 minutes
- Date de sortie en France : 2021

## Distribution
- Farouk Saidi : Alix
- Aldo Dolphin : Marcellin
- Marie Lanfroy : Dorothée
- Jean-Denis Dieusolage : Julien
- Patrice Planesse : Francis
- Charles-Henri Lamonge : Charles-Henri

## Lieux de tournage
- La Plaine-des-Palmistes, cascade Biberon
- Grand Étang
- Saint-Gilles les Hauts : le Bernica, le musée historique de Villèle.

## Prix et distinctions
- L’acteur principal Farouk Saidi est pré-sélectionné aux César 2022 dans la catégorie Révélation meilleur espoir masculin[1],[3].